# Бор-Кунинский
Бор-Кунинский (укр. Бір-Кунинський) — село в Добросинско-Магеровской сельской общине Львовского района Львовской области Украины.
Население по переписи 2001 года составляло 169 человек. Занимает площадь 6,33 км². Почтовый индекс — 80339. Телефонный код — 3252.